# François Van den Berghe
François Van den Berghe CICM, auch Frans Van den Berghe, (* 8. Mai 1907 in Kalmthout; † 17. Mai 1976) war ein belgischer Ordensgeistlicher und römisch-katholischer Bischof von Budjala.

## Leben
François Van den Berghe trat der Ordensgemeinschaft der Kongregation vom Unbefleckten Herzen Mariens bei und empfing am 16. August 1931 das Sakrament der Priesterweihe.
Am 9. Februar 1943 ernannte ihn Papst Pius XII. zum Titularbischof von Boseta und zum Koadjutorvikar von Lisala. Der Apostolische Delegat in Belgisch Kongo, Erzbischof Giovanni Battista Dellepiane, spendete ihm am 29. Juni desselben Jahres die Bischofsweihe; Mitkonsekratoren waren der Apostolische Vikar von Lisala, Égide de Bœck CICM, und der Apostolische Vikar von Léopoldville, Georges Six CICM. François Van den Berghe wurde am 20. Dezember 1944 in Nachfolge des verstorbenen Égide de Bœck CICM Apostolischer Vikar von Lisala. Am 10. November 1959 wurde Van den Berghe infolge der Erhebung des Apostolischen Vikariats Lisala zum Bistum erster Bischof von Lisala.
Papst Paul VI. ernannte ihn am 25. November 1964 zum ersten Bischof von Budjala. François Van den Berghe nahm an allen vier Sitzungsperioden des Zweiten Vatikanischen Konzils teil. 1967 nahm er an der ersten ordentlichen Generalversammlung der Bischofssynode teil. Am 24. Januar 1974 nahm Paul VI. das von Van den Berghe vorgebrachte Rücktrittsgesuch an.